# Monfalcone
Monfalcone (slovinsky Tržič) je město v italské provincii Furlansko-Julské Benátsko, na jejím samém východním okraji, u hranice se Slovinskem a na hlavním silničním i železničním tahu z italského vnitrozemí do Terstu. K 31. prosinci 2019 zde žilo 28 816 obyvatel. Je nejsevernějším městem s přímým přístupem do Jaderského moře. Území města se rozkládá na ploše 20,5 km².

## Historie
Až do roku 1797 bylo město součástí Benátské republiky. Poté patřilo po nějakou dobu pod Habsburskou monarchii (od roku 1805 až do roku 1918). V rámci ní bylo součástí země Gorice a Gradiška. Bylo sídlem vlastního soudního okresu. Jako jeden z mála pobřežních měst na území tehdejšího Rakouska mělo značný význam a proto zde byly vybudovány v roce 1908 loděnice. Během první světové války probíhaly o město těžké boje.
Dnes se zde nachází významný přístav. Severně od města leží Letiště Terst a také tudy vede dálnice A4.